# Sneeuwwitje (musical)
Sneeuwwitje is een musical van Studio 100 gebaseerd op het sprookje Sneeuwwitje van de Gebroeders Grimm. Er werden 5 versies van opgevoerd: een eerste keer in 1998 in België, een tweede keer in 2001 in Nederland, een derde keer in 2003 in Wallonië en Frankrijk, nog eens in België in 2005 en in 2023 werd aangekondigd dat het hernomen werd, ditmaal in het Studio 100 Theater De Panne. De nieuwe versie van de sprookjesmusical ging in première op 30 juni 2024, en was gedurende de zomer van 2024 te bekijken.

## Verhaal
Sneeuwwitje is een wees die in het kasteel van de koningin, haar stiefmoeder, woont. De koningin behandelt haar slecht omdat ze jaloers is op haar schoonheid. Haar doel is om de mooiste vrouw van het land te worden. Op een dag nodigt ze de prins van een naburig land uit want ze wil met hem trouwen. De prins vindt echter dat ze veel te oud is voor hem en weigert haar aanzoek. Even later doolt de prins rond in de tuin van het kasteel en loopt er Sneeuwwitje tegen het lijf. Beiden zijn smoorverliefd op elkaar en de prins zegt dat hij haar de volgende dag zal meenemen naar het bal in zijn kasteel. De hoofdlakei hoort dit gesprek en meldt dit aan zijn bazin. De koningin is stikjaloers en verzint een list. Ze maakt de prins wijs dat Sneeuwwitje iemand ander heeft en ze maakt Sneeuwwitje wijs dat de prins iemand anders heeft. Ze gaan dus niet naar het bal. Ondertussen probeert de koningin nog steeds de mooiste van het land te worden. Haar magische spiegel echter zegt dat Sneeuwwitje de mooiste is. Daarom geeft de koningin haar hoofdlakei de opdracht Sneeuwwitje te doden. Hij neemt haar mee naar het bos en zegt dat ze moet vluchten. Later toont hij aan zijn bazin het zogezegde hart van Sneeuwwitje dat eigenlijk van een hert is. Wanneer de koningin haar magische spiegel weer vraagt wie de mooiste is antwoordt deze nog steeds Sneeuwwitje die terechtkwam bij 7 dwergen bij wie ze mocht intrekken. Zo ontdekt de koningin het bedrog van haar lakei en ontslaat hem. Ze maakt met behulp van haar spiegel een giftige appel. Die geeft ze vermomd als oud vrouwtje aan Sneeuwwitje. De dwergen vinden haar later die dag dood terug en begraven haar. Tijdens de begrafenis komt de prins voorbij die de dwergen vraagt of hij haar nog een keer mag kussen. Hij doet dit en als bij toverslag leeft Sneeuwwitje. Ze trouwden met elkaar en ook voor de lakei loopt het goed af: hij mag lakei worden op het kasteel van de prins. En zo leefden ze nog lang en gelukkig.

## Liedjes

### 1998
- Ouverture
- Poetsen
- Maak ze mooi
- Zie ze daar staan
- Liefde waar ben jij?
- Wat denk je?
- Droom ik nu?
- Ik weet iets
- Maak hem mooi
- Zeg dat het niet waar is
- Waarom?
- Wie is bang?
- Joepidoepidoepi
- Het drinklied
- Sokken wassen
- Ben ik slecht?
- Feestlied
- Hou van mij

### 2001
- Ouverture
- Poetsen
- Maak ze mooi
- Zie ze daar staan
- Liefde waar ben jij?
- Wat denk je?
- Droom ik nu?
- Ik weet iets
- Maak hem mooi
- Zeg dat het niet waar is
- Waarom?
- Wie is bang?
- Joepidoepidoepi
- Het drinklied
- Hou van mij
- Zie hem daar staan
- Sokken wassen
- Joepidoepidoepi (reprise)
- Liefde waar ben jij? (reprise)
- Ben ik slecht?
- Feestlied
- Hou van mij

### 2003
- Ouverture
- Comme toujours
- Fais-moi belle
- Regarde-toi
- Amour, où te caches-tu?
- Qu'en penses-tue?
- Moi je sais
- Faut qu'elle m'aime
- Ça ne peut pas être vrai
- Pourquoi?
- Qui a peur?
- Youpidoupidou
- Boire encore
- Pour des chaussettes impeccables
- Suis-je méchante?
- Aime-moi

### 2005
- Ouverture
- Lente
- Poetsen
- Maak ze mooi
- Zie ze daar staan
- Liefde waar ben jij?
- Wat denk je?
- Droom ik nu?
- Ik weet iets
- Maak hem mooi
- Zeg dat het niet waar is
- Ideetje
- Waarom?
- Wie is bang?
- Joepidoepidoepi
- Het drinklied
- Joepidoepidoepi (reprise)
- Hou van mij
- Zie hem daar staan
- Maak me oud
- Sokken wassen
- Liefde waar ben jij? (reprise)
- Ben ik slecht?
- Feestlied
- Hou van mij
- Lente (reprise)

### 2024
- Ouverture
- Poetsen
- Maak ze mooi
- Zie ze daar staan
- Liefde waar ben jij?
- Wat denk je?
- Droom ik nu?
- Ik weet iets
- Maak hem mooi
- Zeg dat het niet waar is
- Ideetje
- Waarom?
- Wie is bang?
- Joepidoepidoepi
- Het drinklied
- Hou van mij
- Zie hem daar staan
- Iedereen heeft een talent
- Joepidoepidoepi (reprise)
- Liefde waar ben jij? (reprise)
- Ben ik slecht?
- Feestlied
- Hou van mij

## Cast

### 1998
| Personage   | Acteur | Understudy/Alternate |
| ----------- | --- | -------------------- |
| Sneeuwwitje | Sanne/Kathleen Aerts |                      |
| Koningin    | Anne Mie Gils | Liv van Aelst        |
| Prins       | Chris Van Tongelen | Gert De Schepper     |
| Aimé        | Aimé Anthoni | Luk Moens            |
| Dwergen     | Peter Bonner, Mike Edmonds, Andrew Herd, Darren Horan, Jason Macintosh, Craig Salisbury, Jason Tompkins |                      |
| Ensemble    | Liv van Aelst, Kathleen Aerts, Mira Bertels, Deborah De Ridder, Elke Franckaert, Petra Hanskens, Cheeru Mampaey, Ine Pieters, Sofie Schoevaerts, Carmen Sels, Roberto Simone, Karolien Verlinden, Christophe Haddad, Walter Janssens, Johan van Mechelen, Luk Moens, Gert De Schepper, Michaël Zanders |                      |

### 2001
| Personage             | Acteur |
| --------------------- | --- |
| Sneeuwwitje           | Annemieke van der Veer |
| Alternate Sneeuwwitje | Free Souffriau |
| Koningin              | Anne-Mieke Ruyten |
| Alternate Koningin    | Jeannine Geerts |
| Prins                 | Rein Kolpa |
| Alternate Prins       | Davy Gilles |
| Aimé                  | Door Van Boeckel |
| Alternate Aimé        | Tom van den Broeck |
| Spiegel               | Michaël Zanders |
| Dwergen               | Peter Bonner, Mike Edmonds, Andrew Herd, Darren Horan, Maxwell Laird, Steven McIntyre, Nathan Phillips                                                             |
| Ensemble              | Tom van den Broeck, Davy Gilles, Christophe Haddad, Luk Moens, Michaël Zanders, Veerle Desimpelaere, Apolonia Gort, Petra Hanskens, Martine Kennis, Free Souffriau |

### 2003
| Personage   | Acteur |
| ----------- | --- |
| Sneeuwwitje | Nathalie Pâque |
| Koningin    | Virginie Perrier |
| Prins       | Fabian Ballarin |
| Aimé        | Thierry Gondet |
| Ensemble    | Lucille Banholtzer, Samantha Ben Mansour, Malaurie Duffaud, Amala Landré, Audreè Letac, Julie Mille, Carine Robert, Jessy Roussel, Juliette Sarre, Patricia Setbon, Gaëlle Tanguy, Sarah Tullamore, Grégoire Camuzet, Stéphane Delaurent, Pierre-Yves Duchesne, David Jean, Johan Nus, Oliver Tida, Alain Tournay |

### 2005
| Personage   | Acteur | Understudy/Alternate                         |
| ----------- | --- | -------------------------------------------- |
| Sneeuwwitje | Sasha Rosen | Deborah De Ridder                            |
| Koningin    | Anne Mie Gils | Goele De Raedt (Alternate)                   |
| Prins       | Davy Gilles | Jurgen Stein                                 |
| Aimé        | Peter Thyssen | Dimitri Verhoeven (alternate)                |
| Spiegel     | Peter Van De Velde |                                              |
| Dwergen     | Mike Edmonds, Andrew Herd, Philip John Matthews, Maxwell Laird, Nathan Phillips, Dean Whatton, Peter Bonner                                                              |                                              |
| Ensemble    | Nicoline Hummel, Goele De Raedt, Deborah De Ridder, Hilde Weber, Petra Hanskens, Nordin De Moor, Jurgen Stein, Dieter Verhaegen, Dimitri Verhoeven, Tim Van Der Straeten | Swings: Petra Hanskens, Tim Van Der Straeten |

### 2024
| Personage   | Acteur | Understudy/Alternate                     |
| ----------- | --- | ---------------------------------------- |
| Sneeuwwitje | Ianthe Tavernier | Melia Loi                                |
| Koningin    | Karen Damen / Ruth Beeckmans / Line Ellegiers | Charlotte Verduyn                        |
| Prins       | Michiel De Meyer | Chris Schep                              |
| Aimé        | Manu Van Acker | Lloyd Russel (Alternate)                 |
| Spiegel     | James Cooke |                                          |
| Dwergen     | Edwin Alofs, Andy Herd, Kyle Herd, Sharon van Lieshout, Paul Monaghan, Erwan Seyeux en Terrence Weijnschenk                                                 | Swing: Daniëlle de Bakker                |
| Ensemble    | Aaron de Veene, Charlotte Verduyn, Chris Schep, Gaelle Callewaert, Jens Sauviller, Leandra Wijbenga, Lloyd Russel, Max Hameeteman, Melia Loi, Violet Leyder | Swing: Gaelle Callewaert, Jens Sauviller |

## Crew
- Regie: Walter Van de Velde
- Muziek: Johan Vanden Eede
- Tekst: Gert Verhulst, Danny Verbiest en Hans Bourlon
- Productie: Studio 100

## Trivia
- Op 1 maand tijd lokte de musical in 1998 ongeveer 70000 bezoekers.[7]
- Op 12 maart 1998 verscheen ook een cd-album Sneeuwwitje, de musical met daarop de 16 nummers die in 1998 werden opgevoerd.
- De versie van 2005 werd opgenomen en op VHS en DVD gezet. Ze is anno 2015 nog regelmatig te zien op Studio 100 TV. De duur van deze opname is 90 minuten.[8]
- Opmerkelijk was dat in de versie van 1998 Sanne niet wilde dat Chris Van Tongelen haar zoende. Dit nieuws haalde toen vele media.[9]
- Sasha Rosen, die in 2005 de rol van Sneeuwwitje vertolkte, hernam haar rol in de tweede K3-film K3 en het ijsprinsesje.
- Sasha Rosen en Davy Gilles, die in 2005 respectievelijk Sneeuwwitje en de Prins vertolkten, zijn in 2010 in het echte leven getrouwd.[10]

'14-'18 · '40-'45 (België) · '40-'45 (Nederland) · De 3 Biggetjes · 3 Musketiers · Aida · Alice in Wonderland · A xXxmas Carola · Anatevka · Assepoester · Belle en het Beest · Billie Holiday · Bloedbroeders · The Bodyguard · Cabaret · Camelot · Cats · Chicago · Ciske de Rat · Cyrano de Bergerac · De Schone van Boskoop · Daens · Dirty Dancing · Doe Maar! · Domino · Doornroosje · Dracula · Drood · Elisabeth · Evita · Fame · De Finale · Flashdance · Foxtrot · Goodbye, Norma Jeane · Grease · Hair · High School Musical · De Jantjes · Jekyll & Hyde · Jersey Boys · Jesus Christ Superstar · Kadanza · De kleine zeemeermin · Koning van Katoren · Kruimeltje · Kuifje: De Zonnetempel · Kunt u mij de weg naar Hamelen vertellen, mijnheer? · The Last Five Years · Lelies · The Lion King · The Little Mermaid · Love Story · Lover of Loser · Mamma Mia! · De man van La Mancha · Mary Poppins · Les Misérables · Miss Saigon · Muerto! · De Muze van Rubens · My Fair Lady · On Your Feet! · Op hoop van Zegen · Oorlogswinter · The Passion · Pauline & Paulette · The Phantom of the Opera · Pinokkio · Red Star Line · Rembrandt · Robin Hood · Romeo en Julia, van Haat tot Liefde · De Rozenoorlog · Shhh...it happens! · Shrek · Soldaat van Oranje · Spring Awakening · De sprookjesmusical Klaas Vaak · Sneeuwwitje · The Sound of Music · Tarzan · Titanic · Turks fruit · Urinetown · De Vliegende Hollander · Wat Zien Ik?! · Wicked · The Wild Party · The Wiz · Wickie de viking de musical
    Portaal Musical